# Premier
El título premier, abreviación de premier minister, es usado para distinguir al jefe de Gobierno en algunos países. El uso de premier y prime minister (primer ministro) se usan de manera indistinta en muchos países. Se considera un anglicismo superfluo, y se recomienda utilizar primer ministro, o canciller según sea oportuno, con algunas excepciones.  
El segundo en el mando de un primer ministro es conocido como vice primer ministro (vice-premier o deputy premier). 

## Ejemplos por países
Por ejemplo, de manera informal se llama premier italiano a la misma persona que también mantiene el título de presidente italiano del Consejo de Ministros. En la República Popular China, el título premier es muy común, pero Primer ministro es también usado para referirse a la misma persona, sin que cambie su nivel de importancia. 
En  las Bermudas y las Islas Turcas y Caicos, ambos territorios de ultramar británicos, su cabeza de gobierno elegida tiene como título premier. En otros territorios de ultramar, el gobernador es llamado jefe ministro. En las islas Caimán, este puesto es conocido como líder del negocio del Gobierno.
El título de primer ministro también se usa para gobernadores en entidades subnacionales, como las provincias y territorios de Canadá, provincias de la República de Sudáfrica, los estados y territorios de Australia, y la isla de Nieves en la Federación de San Cristóbal y Nieves, así como la nación de Niue. En algunos de esos casos, el título formal se mantiene como primer ministro, pero premier es usado para evitar confusiones con el título que ostenta el jefe de Gobierno. 
En esos países, el título primer ministro federal o primer ministro nacional era usado para referirse al primer ministro, aunque estos títulos ya están obsoletos. En francés canadiense, los gobernadores de provincias son llamados premier ministre, que también significa primer ministro.
En la República Checa, premiér significa primer ministro, y al checo se traducen las palabras premier y primer ministro como premiér.
Un premier normalmente es el jefe de Gobierno, pero es poco común que sea la jefe de Estado.